# Thuật chép sử

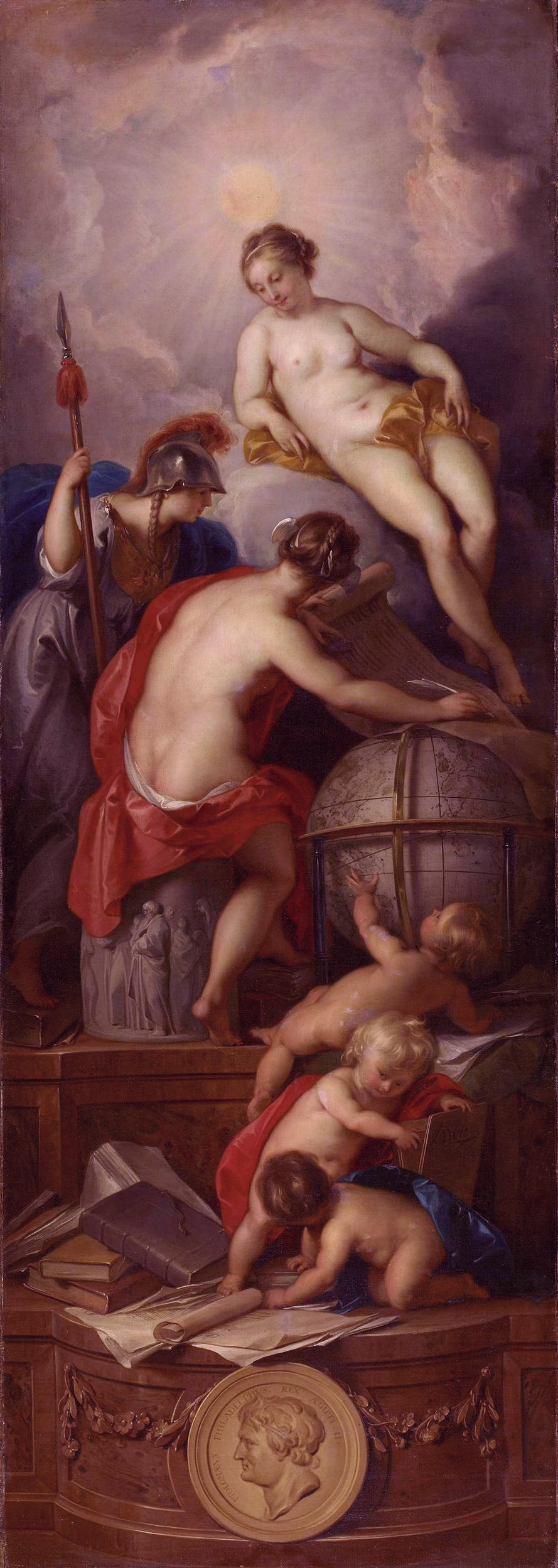
Phúng dụ về việc chép sử bởi Jacob de Wit (1754). Một Sự thật gần như trần trụi quan sát người ghi chép lịch sử. Pallas Athena (Trí tuệ) ở bên trái cho lời khuyên.

Thuật chép sử (tiếng Anh: historiography) là ngành nghiên cứu các phương pháp của các sử gia trong việc xây dựng lịch sử dưới dạng một ngành học thuật, rộng hơn là bất kỳ tác phẩm lịch sử nào về một vấn đề cụ thể. Việc chép sử của một chủ đề bao gồm cách các nhà sử học nghiên cứu về chủ đề đó sử dụng những nguồn, kỹ thuật, và phương pháp lý thuyết nhất định. Các học giả bàn luận về việc chép sử theo chủ đề—như là việc chép sử Vương quốc Anh, Thế chiến thứ hai, Đế quốc Anh, và Trung Quốc—và với cách tiếp cận và thể loại khác nhau, như là lịch sử chính trị và lịch sử xã hội. Bắt đầu từ thế kỷ mười chín, với sự hình thành của lịch sử học thuật, ngành chép sử cũng phát triển mạnh mẽ hơn. Mức độ các sử gia bị ảnh hưởng bởi thiên kiến và lòng thành—như là với quốc gia của họ—vẫn là chủ đề gây nhiều tranh cãi.
Trong thế giới cổ đại, biên niên sử của từng niên đại được sản xuất ở những nền văn minh như Ai Cập và Cận Đông cổ đại. Tuy nhiên, ngành chép sử được hình thành đầu tiên vào thế kỷ thứ 5 TCN với quyển Histories của Herodotus, cha đẻ của Thuật chép sử Hy Lạp. Vị tướng La Mã Marcus Porcius Cato viết nên lịch sử bằng Latin, quyển Origines, vào thế kỷ 2 TCN. Cũng vào khoảng thời gian này, Tư Mã Thiên và Tư Mã Đàm thời nhà Hán thành lập thuật chép sử Trung Quốc với bộ Sử ký. Trong thời Trung Cổ, thuật chép sử bao gồm các biên niên sử về châu Âu Trung Đại, lịch sử Hồi giáo, và thuật chép sử Hàn và Nhật Bản dựa trên hình mẫu Trung Hoa đã có. Trong Thời kỳ Khai Sáng ở thế kỷ 18, thuật chép sử ở phương Tây được hình thành và phát triển bởi những người như Voltaire, David Hume, và Edward Gibbon, đặt nền móng cho ngành học thuật này.
Mối quan tâm nghiên cứu của các nhà sử học thay đổi theo thời gian, và đã có một xu hướng chuyển mình từ lịch sử chính trị, kinh tế, và ngoại giao truyền thống sang những hướng tiếp cận mới, đặc biệt là nghiên cứu văn hóa và xã hội. Từ 1975 đến 1995 tỷ lệ giáo sư lịch sử ở các trường đại học Hoa Kỳ nghiên cứu lịch sử xã hội tăng từ 31 lên 41 phần trăm, còn số nhà sử gia chính trị giảm từ 40 xuống 30 phần trăm. Năm 2007, trong số 5.723 giảng viên của khoa lịch sử tại các đại học ở Anh, 1.644 (29%) nghiên cứu lịch sử xã hội và 1.425 (25%) nghiên cứu lịch sử chính trị. Kể từ những năm 1980, đã xuất hiện mối quan tâm dành cho hồi ký và kỷ niệm những sự kiện trong quá khứ—lịch sử trong ký ức và văn hóa của mọi người.

## Thuật ngữ
Trong thời cận đại, từ historiography nghĩa là "việc ghi chép lịch sử", và historiographer nghĩa là "nhà sử học". Theo nghĩa đó, một số nhà sử học chính thức được cho danh hiệu "Historiographer Royal" tại Thụy Điển (từ 1618), Anh (từ 1660), và Scotland (từ 1681). Chức hiệu của Scotland vẫn được dùng đến ngày nay.
Thuật chép sử được định nghĩa gần hơn là "ngành nghiên cứu cách lịch sử đã và đang được ghi chép—lịch sử của việc ghi chép lịch sử". Nghĩa là, "khi bạn học 'thuật chép sử' bạn đang học cách các nhà sử học, theo thời gian, diễn giải và trình bày một vấn đề nào đó".